# Kampala International University in Tanzania
Die Kampala International University in Tanzania (KIUT) ist eine private Universität in Daressalam in Tansania.

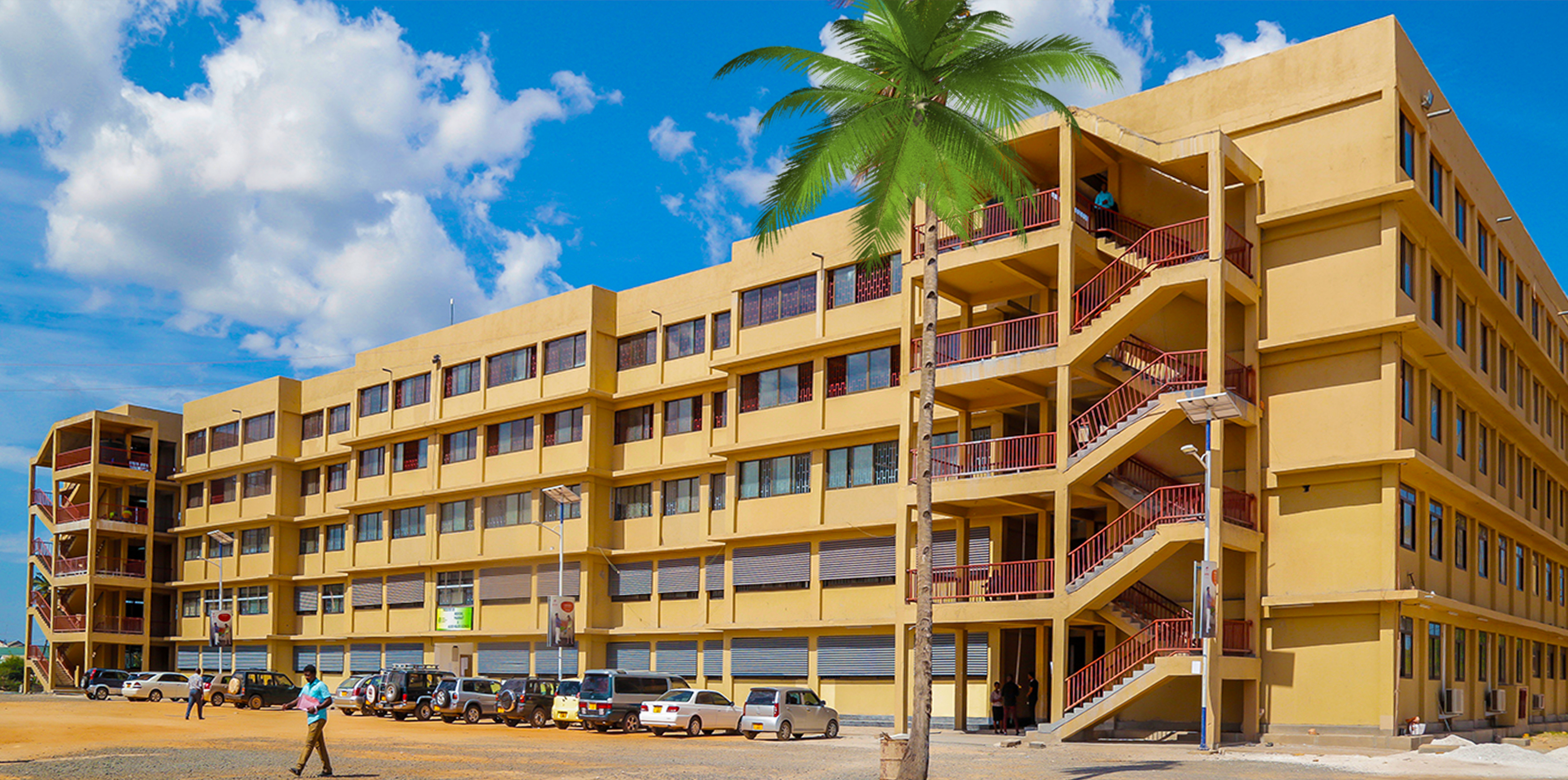
KIUT Universitätsgebäude

## Lage
Der Campus liegt im Westen von Daressalam, sieben Kilometer entfernt vom Flughafen.

## Geschichte
Die Universität wurde 2008 als College der Kampala International University in Uganda gegründet. Das Hauptgebäude befand sich im Zentrum von Daressalam im Posta House in der Ohio Street, übersiedelte 2009 ins Quality Plaza Building. Wegen der steigenden Studentenzahl erwarb die Universität 2010 ein 70 Hektar großes Grundstück in Gongo la Mboto im Distrikt Ilala etwa 15 Kilometer südwestlich des Zentrums von Daressalam. 2012 erhielt das Institut die Ernennung zur vollwertigen Universität.

## Studienangebote
Die Ausbildung wird in folgenden vier Fakultäten angeboten:
- Fakultät für Medizin und Pharmazeutische Wissenschaften
- Fakultät für Informatik, Management und Sozialwissenschaften
- Fakultät für Erziehungs- und Rechtswissenschaften
- Fakultät für allgemeine Gesundheitsdienste

## Dienstleistungen
- Unterkunft: Die Universität bietet Zimmer auf dem Campus und in angemieteten privaten Unterkünften in der Umgebung an.[6] Die 600 Plätze auf dem Campus sind überwiegend für Studentinnen reserviert.[7]
- Transport: Im Eigentum der Universität befinden sich sechs Busse. Sie werden benutzt, um Studenten zu Lehrveranstaltungen in Daressalam zu transportieren.[8]
- Sport: Für sportliche Aktivitäten gibt es Einrichtungen für Fußball, Netzball, Volleyball und Basketball.[7]